# Molecules
Ne doit pas être confondu avec Molecules Online.
Pour les articles homonymes, voir Molécule (homonymie).
 (novembre 2022).
Molecules est une revue scientifique à comité de lecture et en libre accès, qui publie des articles de recherche dans le domaine de la chimie organique.
D'après le Journal Citation Reports, le facteur d'impact de ce journal était de 2,861 en 2016 (moyenne sur 5 ans : 2,988). L'actuel directeur de publication est Derek J. McPhee.